# غاما -دي إي (رادار)
غاما -دي إي (رادار) (بالإنجليزية: 67N6E Gamma-DE)‏ هو رادار مراقبة للكشف عن الإحداثيات ثلاثية الأبعاد وتحديدها وقياسها وتتبع مجموعة كبيرة من التهديدات الجوية الحالية والمستقبلية على نحو فعال بما في ذلك الصواريخ ذات البصمة الرادارية الصغيرة والتي تطلق من الجو من ارتفاعات عالية ضمن بيئة مليئة بالتدابير المضادة الإلكترونية، وكذلك لاستقبال البيانات من الطائرات المجهزة ب ICAO-code transponders.

يمكن استخدام الرادار بشكل اوتوماتيكي وغير اوتوماتيكي في أنظمة القيادة والسيطرة الجوية وأيضًا كرادار لمراقبة المسارات الجوية في أنظمة مراقبة الحركة الجوية ورصدها.

في أغسطس 2019 أزاحت قوة الدفاع الجوي التابع للجيش الإيراني عن منظومة رادار سميت ب (فلق) واتضح أنها لم تكن إلا رادار غاما -دي إي تم استيراده في الأعوام الماضية لكن بسبب الحظر المفروض على إيران وعدم الحصول على القطع الهندسية وعدم إمكانية الطواقم الأجنبية من إصلاحها، أعيد صنعها من جديد على يد المهندسين والأخصائيين لدى أجهزة الدفاع الجوي الإيرانية، وقدمت بعنوان منظومة «فلق».

## الخصائص الرئيسية
- تصميم على شكل وحدات.

- صفيف مرحلي.

- معالجة الإشارات الرقمية.

- أجهزة إرسال حالة صلبة ذات قدرات مختلفة.

- استخدام البيانات الواردة من أنظمة الاستطلاع الأخرى .

- معدات اختبار مدمجة أوتوماتيكية، ونظام تكييف الهواء، ونظام إخماد الحريق والإنذار التلقائي، وأجهزة خدمة أخرى.

- يتم توفير مجموعة معدات التحكم عن بعد مما يتيح تشغيل الرادار على مسافة تصل إلى 15 كم من مركز القيادة والتحكم عبر وصلة لاسلكية وكذلك إمكانية نقل مقصورة المعدات على بعد 1000 متر من وحدة الهوائي الدوار.

- سهل الإصلاح.

- زاويه الارتفاع : بين -2 درجه إلى +60 درجة.

- عدد الاهداف التي يتم رصدها وتتبعها في وقت واحد : 200 هدف .

- مدى الرصد حسب البصمة الراداريه للهدف المعادي :

× هدف ذي بصمة 1 متر مربع يمكن رصده من بعد 400 كم.

× هدف ذي بصمه 0.1 متر مربع يمكن رصده من بعد 240 كم.

- دقة تحديد مكان الهدف المعادي تتراوح بين 60 إلى 100 متر.

- الرادار قادر على العمل المتواصل ل 72 ساعة.

- وقت الانتشار :

× قرابه 20 دقيقه للنسخه المسحوبة.

× قرابه 5 دقائق للنسخه المحموله على شاحنة.

## المكونات
بشكل عام يتكون نظام غاما -دي إي الراداري من شاحنة تحمل اسطوانات هوائي ومحقق راديو مدمج وشاحنة تحمل معدات التحكم ومعدات التجهيز والعرض ونقل البيانات بالإضافة إلى شاحنة تحمل قطع غيار، أدوات، ملحقات وأجهزة لاختبار المعدات والكابلات بالإضافة إلى إمدادات الطاقة الكهربائية، ويمكن تجهيز الرادار مع معدات التحكم عن بعد وفي فترة قصيرة.